# جو زلينكا
جو زلينكا (بالإنجليزية: Joe Zelenka)‏ هو لاعب كرة قدم أمريكية أمريكي، ولد في 9 مارس 1976 في كليفلاند في الولايات المتحدة.

## وصلات خارجية
- جو زلينكا على موقع مرجع كرة القدم المحترفة.كوم (الإنجليزية)